# Саїн (острів)
Саї́н (Сієм, Сеєм, Дулькос) — невеликий острів в Червоному морі в архіпелазі Дахлак, належить Еритреї, адміністративно належить до району Дахлак регіону Семіен-Кей-Бахрі.

## Географія
Розташований на північний схід від островів Дахлак та Ерва. Має компактну видовжену форму зі сходу на захід; довжина острова 3,5 км, ширина 1-1,5 км. З усіх сторін острів облямований піщаними мілинами та кораловими рифами.